# Grey Stone

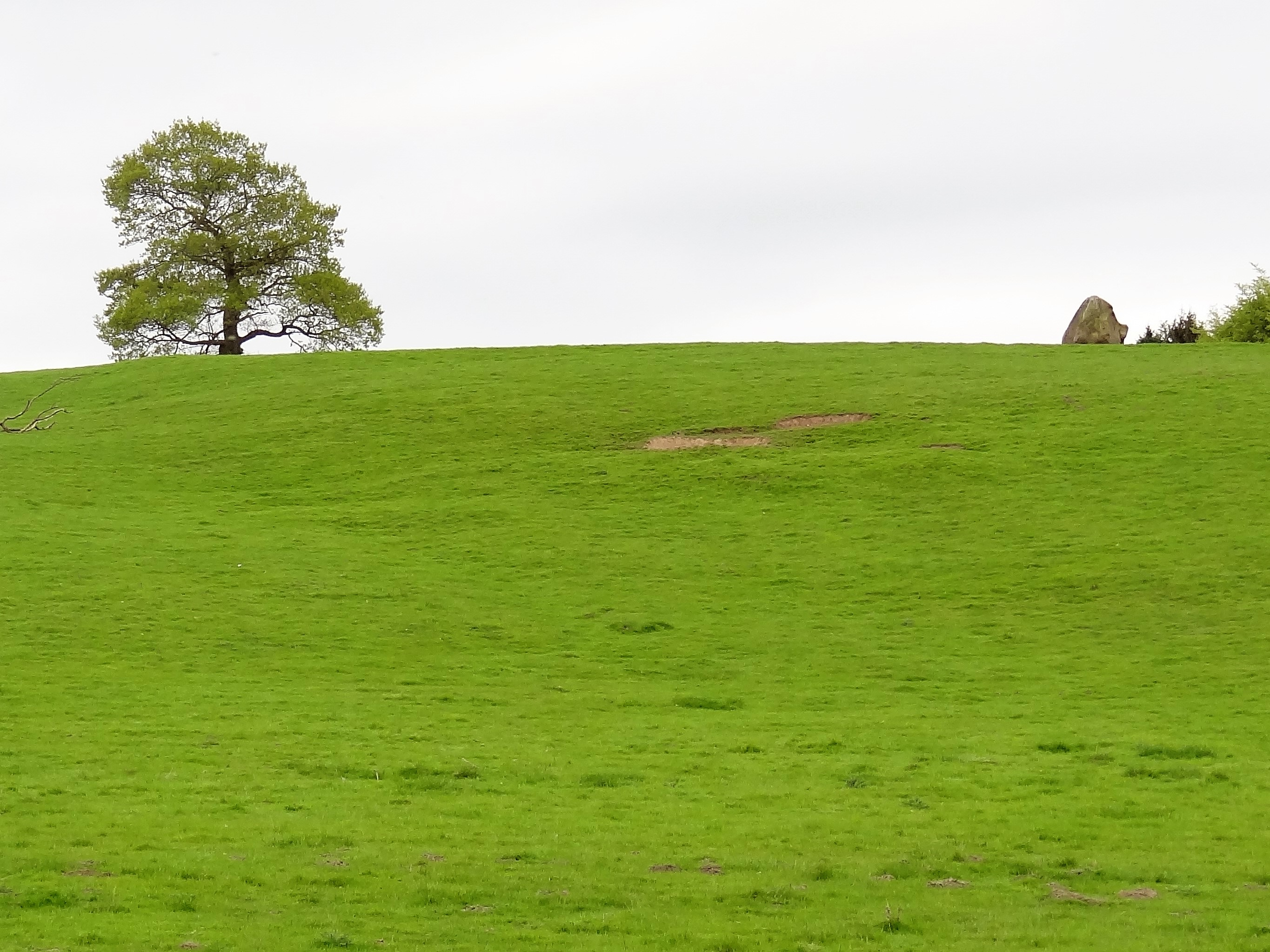
Grey Stone

Der Grey Stone (deutsch „Graue Stein“) von Harewood House in West Yorkshire in England ist ein Findling aus Sandstein, der während der Bronzezeit mit einer Felsritzung und 11 Schälchen versehen wurde.
Der graue Stein ist bei Keith J. S. Boughey und Edwaerd A. Vickerman in: „Prehistoric Rock Art of the West Riding; Cup-and-Ring marked Rocks of the Valley of the Aire, Wharfe, Washburn and Nidd“ als No. 399 verzeichnet. Er ist ein Scheduled monument und liegt auf einer Wiese auf einem Hügel über dem Wharfedale. 
Auf der vertikalen Nordwestseite sind schwache Spuren einer Ritzung aus sechs ovalen konzentrischen Ringen erkennbar. Interessanterweise gibt es keine Spur einer zentralen Eintiefung, wie sie ansonsten bei Cup-and-Ring-Markierungen zu finden ist. Schälchen (englisch cups) sind jedoch an anderer Stelle auf dem Felsen zu finden, vier auf der Nordostseite und eine Gruppe von sieben auf der südwestlichen. Aufgrund der Erodierung des Sandsteins gibt es auf der Oberfläche des grauen Steins andere Vertiefungen, die aber nicht zweifelsfrei als artifiziell zu bestimmen sind.
Der Name Grey Stone kommt häufiger vor. Der "Grey Stone of Trough" ist eine Grenzmarkierung im Bowland Forest High, im Trough of Bowland, in Lancashire in England.